# Kurtis Foster
Kurtis Foster (Carp, 24 novembre 1981) è un allenatore di hockey su ghiaccio ed ex hockeista su ghiaccio canadese.

## Carriera
Fu scelto dai Calgary Flames in occasione dell'NHL Entry Draft 2000, quando giocava in Ontario Hockey League coi Petersborough Petes. I Flames tuttavia girarono nel dicembre 2001 i diritti agli Atlanta Trashers, con cui farà l'esordio in NHL, ma con cui troverà poco spazio, giocando perlopiù in American Hockey League coi Chicago Wolves.
Nel giugno 2004 passò agli Anaheim Mighty Ducks, ma per il lockout non vestirà mai la loro maglia, giocando per l'intera stagione nella squadra AHL dei Cincinnati Mighty Ducks.
Rimasto senza contratto al termine della stagione, si accasò ai Minnesota Wild, con cui raccolse 184 presenze nelle quattro stagioni successive. Perse l'ultima parte della stagione 2007-2008 e gran parte della sua ultima stagione coi Wild a causa di un infortunio al ginocchio.
Nel luglio del 2009 firmò coi Tampa Bay Lightning, con cui rimase per una sola stagione, per passare poi agli Edmonton Oilers per la stagione 2010-2011, al termine della quale i canadesi lo scambiarono con gli Anaheim Ducks per Andy Sutton. Nemmeno il suo secondo passaggio ad Anaheim fu felice: dopo sole nove presenze, nel dicembre 2011 fu scambiato coi New Jersey Devils, dove rimase per poco più di due mesi. Tornò infatti ai Minnesota Wild, assieme a Nick Palmieri, Stephane Veilleux e due pick nei successivi draft, nell'ambito dello scambio che portò ai Devils Marek Židlický.
Scaduto il contratto a fine stagione, Foster fece la sua prima esperienza europea, col Tappara,  ma già nel gennaio 2013 fece ritorno in NHL, ai Philadelphia Flyers.
Dal 2013 è tornato stabilmente in Europa: in KHL ha vestito le maglie di Zagabria e HC Slovan Bratislava, e nella DEL quelle di Adler Mannheim (con cui ha vinto il titolo nel 2015) e Nürnberg Ice Tigers (con cui ha chiuso la carriera).
Dopo il ritiro è tornato ai Peterborough Petes come assistente allenatore. Dopo una stagione andò a ricoprire il medesimo ruolo ai Kingston Frontenacs, sempre nella OHL. I buoni risultati lo portarono ad essere promosso allenatore capo già nell'estate del 2018.

## Palmarès

### Club
- Calder Cup: 1

Chicago: 2001-2002
- Campionato tedesco: 1

Mannheim: 2014-2015

### Individuale
- Yanick Dupré Memorial Award: 1

2003-2004
- AHL All-Star Classic: 1

2003
- KHL All-Star Game: 1

2013-2014